# Cabra
Cabra là một đô thị trong tỉnh Córdoba, Andalucía, Tây Ban Nha. Dân số 20.940 người năm 2005.
Đô thị này nằm dọc theo tuyến đường giữa Cordoba và Malaga ở phía nam của Tây Ban Nha. Đây là một điểm lối vào Parque Natural de las Sierras Subbeticas. Mặc dù hoạt động chính trong Cabra là ngành công nghiệp sơ cấp, khu vực này được ghi nhận như một nguồn đá vôi đánh bóng màu đỏ.